# Алауи, Закариа
Закариа Алауи (араб. زكرياء علوي‎; род. 17 июня 1966) — марокканский футболист, выступавший на позиции вратаря за сборную Марокко.

## Клубная карьера
Закариа Алауи начинал свою карьеру футболиста в марокканском клубе «Кавкаб» из своего родного города. Вместе с ним он один раз стал чемпионом Марокко (в 1992 году), а также трижды выигрывал кубок страны. С 1998 по 2000 год Алауи защищал ворота клубов французских низших лиг: «Тур», «Шательро» и «Париж», после чего он завершил свою игровую карьеру. 

## Карьера в сборной
Закариа Алауи был включён в состав национальной команды на чемпионат мира по футболу 1994 года в США, где защищал ворота в двух играх марокканцев на турнире: группового этапа с Бельгией и Нидерландами.

## Достижения
«Кавкаб Марракеш»
- Чемпион Марокко (1): 1991/92
- Обладатель Кубка Марокко (3): 1986/87, 1990/91, 1992/93